# Real Fuerte de la Concepción
El Real Fuerte de la Concepción es una fortificación española del siglo xvii situada en el municipio salmantino de Aldea del Obispo. Se ubica en el llamado cerro de Gardón, a escasos metros del río Turones, frontera con Portugal. Construido en plena Guerra de Restauración portuguesa y reconstruido décadas más tarde. En 1810 fue cuasi destruido por el ejército inglés de Wellington durante la Guerra de la Independencia, quedando abandonado hasta su restauración parcial a comienzos del siglo xxi.
Protegido por el Decreto de 22 de abril de 1949 y la Ley 16/1985, del Patrimonio Histórico Español, la Junta de Castilla y León lo declaró Bien de Interés Cultural el 6 de agosto de 1992. Ha sido un hotel durante 12 años pero en la actualidad ya no funciona como establecimiento hotelero.[cita requerida]

## Origen
El 1 de diciembre de 1640, el pueblo de Lisboa se levantó en armas contra su rey Felipe de Habsburgo, que también lo era de España. El rey, absorbido por la guerra con Francia y por el levantamiento catalán, no pudo enviar tropas a tierras portuguesas, y el 20 de enero de 1641 proclaman rey al duque de Braganza, con el nombre de Juan IV de Portugal.
Los años de unión entre ambos reinos habían dejado indefensa una frontera que ya no se necesitaba. Felipe IV tardaría casi veinte años en intentar la recuperación de la Corona portuguesa. La reacción comenzó tras la firma con Francia en 1659 del Tratado de los Pirineos.
Se prepararon tres ejércitos para invadir Portugal y se dio el mando del ejército central al duque de Osuna.
El general concibió la idea de levantar un fuerte para servir de base a su ejército. Aunque sólo fue autorizado a fortificar Vale da Mula (localidad en la zona portuguesa de la frontera), con la colaboración de sus ingenieros, dirigidos por Simón Jocquet, se comenzaron las obras en el cerro de Gardón (en la parte española). La construcción del fuerte se inició el 8 de diciembre de 1663, festividad de la Inmaculada Concepción (de ahí su nombre). El 20 de enero de 1664 se concluía esta primera fase, comunicando al Consejo de Guerra que era capaz de acoger una guarnición de 1500 infantes y 200 caballos. Consistía en un amplio patio cuadrado, con baluartes pentagonales en los ángulos, socavado todo en la tierra y reforzado con maderos, fajinas y cestones.
Pero las tropas al mando del duque fueron derrotadas el 7 de julio de 1664, en la batalla de Castelo Rodrigo, lo que le costó el mando. Entonces, desde la Corte, el Consejo de Guerra ordenó la demolición del fuerte, realizándose en parte el 30 de octubre, cuando no hacía un año que se había iniciado la construcción.

## Nueva construcción

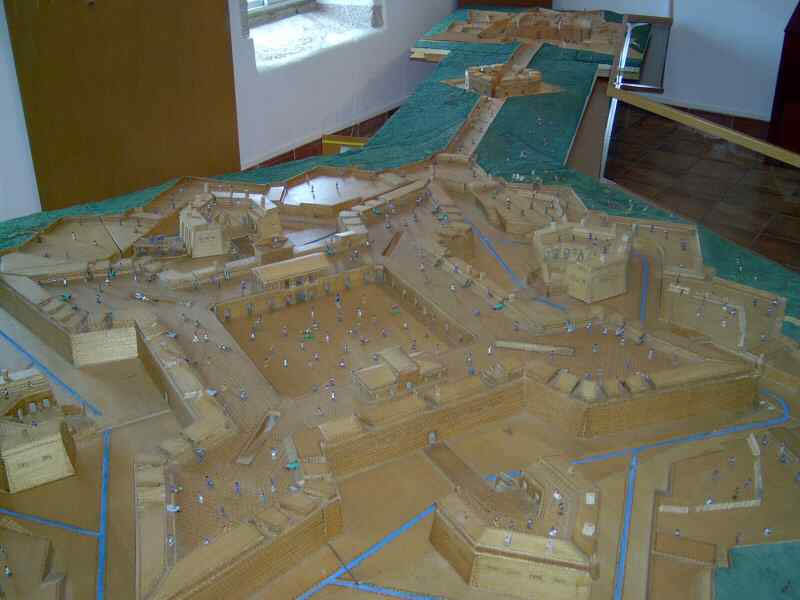
Maqueta de José López Carretón.

En el período comprendido entre 1730 y 1735, se vuelve a prestar atención al enclave. José Patiño, ministro de Felipe V, comprende que el fuerte es necesario para establecer una línea de fortificaciones que contrarresten las plazas fuertes de Portugal en Olivenza, Elvas, Valença do Miño y sobre todo Almeida. El 30 de noviembre de 1735, se encomienda a Pedro Moreau el proyecto de lo que habrá de ser el nuevo y definitivo Fuerte de la Concepción. Aprovechando la excavación realizada setenta años antes, redactó los contratos para el asiento de las obras, acopió medios y materiales y dirigió los trabajos, que comenzaron el 1 de mayo de 1736. Otras obras alejaron a Moreau de la construcción, de 1740 a 1747 (periodo en el que se encargó de los trabajos de fortificación de Orán y de Cádiz) y de 1750 a 1753 (cuando se le reemplazó por Antonio de Gaver y Juan Giraldo de Chaves). Desde finales de 1753 dirigió nuevamente los trabajos, que concluyeron en 1758. A partir de 1737 también participó en la construcción del Fuerte Manuel de Lara Churriguera, que fue el autor de la decoración de la puerta principal, aunque el escudo se atribuye a su hermano José.
Durante el siglo XIX el Fuerte paso a manos privadas siendo utilizado como cantera, para cultivar champiñones en sus naves y como cuadra para el ganado. En el año 2006 fue adquirido a sus entonces dos propietario por la familia de un profesor universitario, historiador, que a lo largo de 6 años procedió a la restauración del Fuerte de la Concepción. En la actualidad es una de las pocas fortalezas existentes en la Península en manos privadas. La UNESCO tiene abierto un expediente para, junto al sistema de fortalezas existente a ambos lados de la raya entre España y Portugal, convertir el Fuerte de la Concepción en Patrimonio de la Humanidad.

### Descripción

#### Edificio principal del castillo

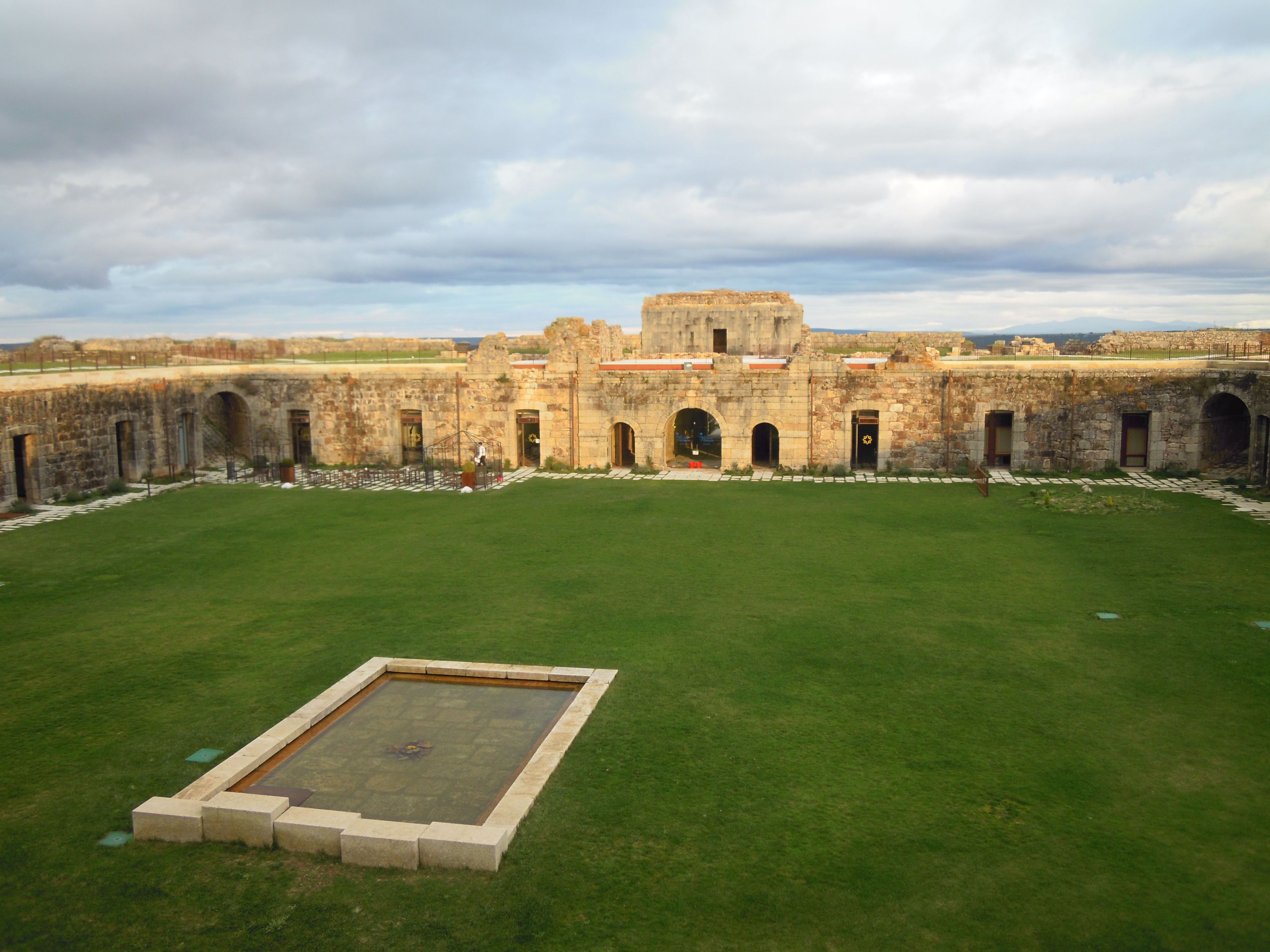
Patio de armas.

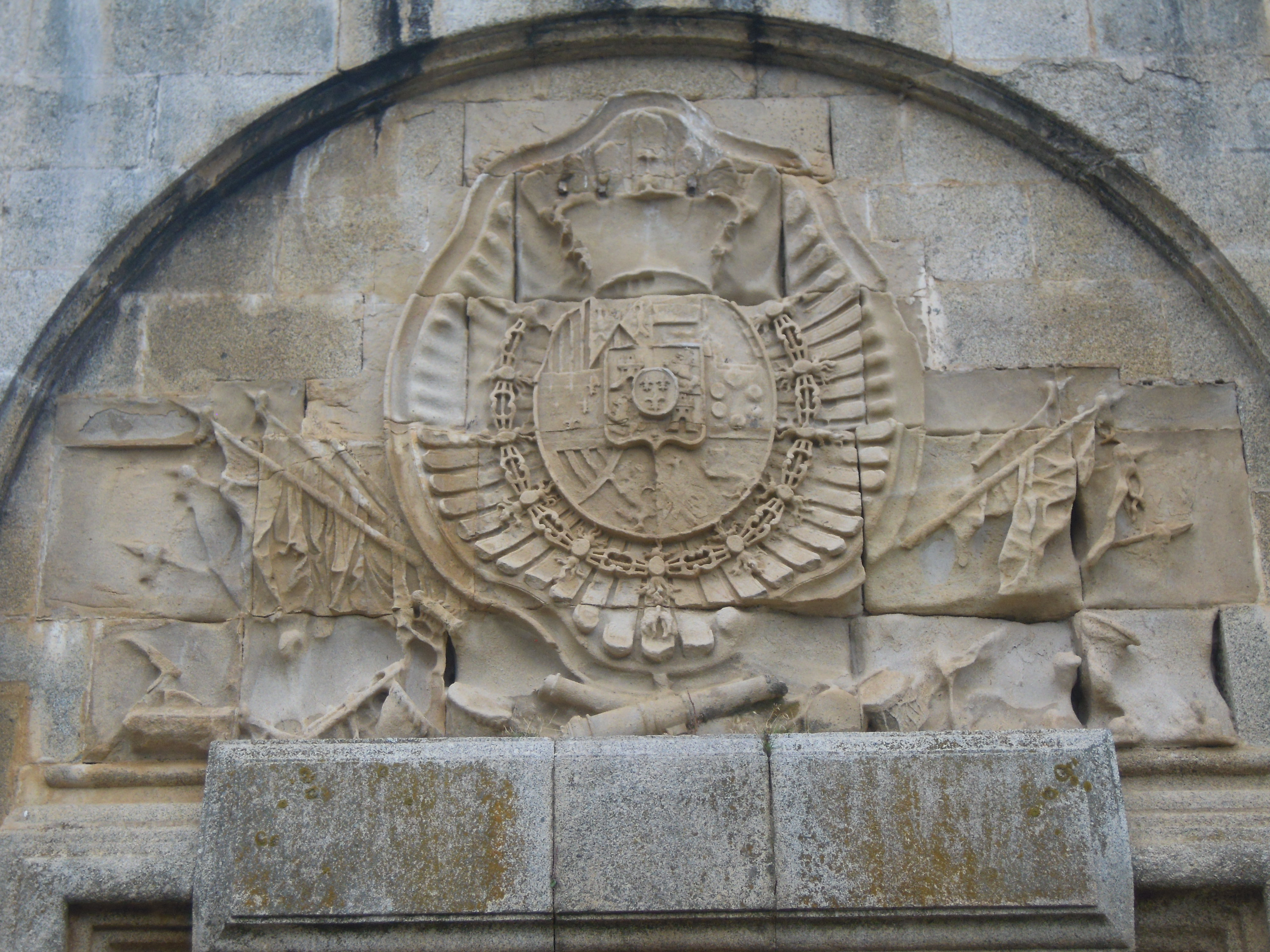
Escudo de armas.

El Fuerte de la Concepción es una fortaleza abaluartada, que responde en su fábrica a las mejores y más eficaces normas constructivas aplicadas a la defensa de las plazas en el siglo XVIII. Está formado por una planta cuadrada, regular, de recias cortinas de granito, de más de 51 m de longitud y 9,5 m de altura, desde el pie del foso hasta el cordón, que cierran un patio de 50 m de lado. En cada uno de ellos se abren nueve naves o casernas, de 19 m de profundidad y 6 de anchura, con bóvedas a prueba de bombas. Las correspondientes a tres de los lados estaban dedicadas a alojamiento de oficiales, tropas y caballos, y contaban con luces y chimeneas, excepto las tres centrales, que sólo servían de paso hacia las poternas, que se abren sobre el foso, frente a la gola de los revellines; las de la cortina de la puerta principal estaban dedicadas a almacenes de víveres, piensos y municiones, las laterales y las centrales, a cuerpos de guardia.
Cada una de las esquinas está formada por un baluarte lleno pentagonal, llamados del Rey y de la Reina, los que se enfrentan a Portugal y del Príncipe y el Infante, los que miran a Aldea del Obispo.
Delante de los lienzos de la muralla se levantan los revellines, también pentagonales, con gola abierta, al estar fuertemente defendidos desde la cortina de la fortificación, y que también facilitaban un posible refuerzo o retirada. En el revellín oriental se abría la entrada, que permitía el acceso a carruajes desde el exterior y donde se iniciaba el puente que llevaba hasta la puerta principal.
Las cubiertas de las naves, de los baluartes y revellines constituían las plazas de armas o adarves para la defensa, que contaban con espacio para 59 cañones en el castillo y 9 en cada revellín, protegidos por los correspondientes merlones. Un profundo foso rodeaba al castillo y a los revellines, cuyo plano se alzaba hacia el exterior 4 m para construir un camino cubierto, dotado de banqueta para los tiradores, de contraescarpa y de traversas para impedir infiltraciones del enemigo.

#### Fortín
Para obviar la mayor altura del cerro hacia su prolongación meridional se construyó un fortín, en forma casi de hornabeque, que recibió el nombre de San José, con las características generales de la fortaleza y equipado con nueve cañones y con casernas y almacenes con bóvedas a prueba de bombas.

#### Caballerizas

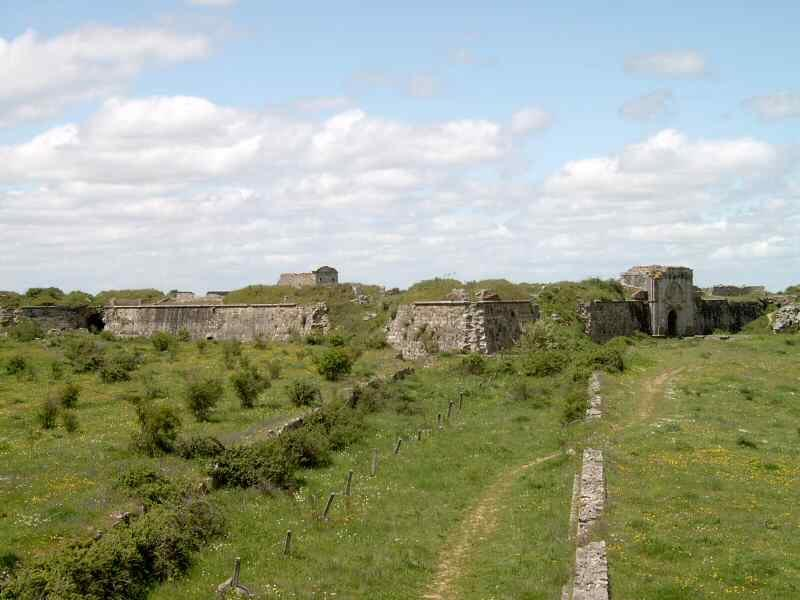
Camino cubierto.

Uniendo el castillo y el fortín, por medio de un camino cubierto al que se accedía desde el foso por una caponera, a medio camino, se levantó un cuartel de caballería, de dos partes semicirculares, divididas por el camino cubierto, con diez cañones de dotación y con alojamiento para 90 caballos y sus jinetes, en cada una de sus partes. Estaba compuesto de dos pisos: el inferior, con pesebres de piedra, y según dicen, con agua corriente, para los caballos, y el superior, dormitorios para los hombres, con aspilleras para la defensa y techo a prueba de bombas.

#### Final
Pocos años estuvo el fuerte completo. El 20 de julio de 1810, al iniciar Masséna la invasión de Portugal, el general inglés Crawford, jefe de la División Ligera del Ejército de Wellington, que lo ocupaba, procedió a su voladura sistemática, de acuerdo a las órdenes recibidas de su jefe. El fuerte resultó muy dañado, se derribaron las esquinas de los baluartes y partes de los revellines, resistió al bombardeo y a las minas y su estructura general quedó en pie.
Abandonado durante cincuenta años, los lugareños de la comarca lo convirtieron en cantera para sus edificaciones. Hacia 1860 lo vendió el Estado a unos particulares, como sigue en el 2007. Tras unas obras de reacondicionamiento entre 2006 y 2012 abrió al público convertido en hotel y restaurante. Dicha obra recibió en 2014 el premio a la mejor restauración de un edificio militar en España.

El Fuerte de la Concepción era una de las fortificaciones más perfectamente concebidas y construidas en la península. Asombrado por su belleza, simetría y diseño, un soldado del 95º de Fusiles, que sirvió allí, describió sus bellas proporciones que habían provocado la admiración de muchos observadores; igualmente, un oficial británico al servicio de los portugueses declaró: Nunca vi una fortificación más completa y perfecta a prueba de bombas e incluso establos para 200 caballos. Situado en la cima de una colina entre el pueblo español de Aldea del Obispo y el portugués de Vale da Mula, el fuerte estaba perfectamente dispuesto, resguardado y construido. El hábil ingeniero había calculado todo al detalle…
Napoleón y la Península Ibérica - Ciudad Rodrigo y Almeida 1810, dos asedios análogos. Donald D. Horward.

## La baza de las plazas fuertes

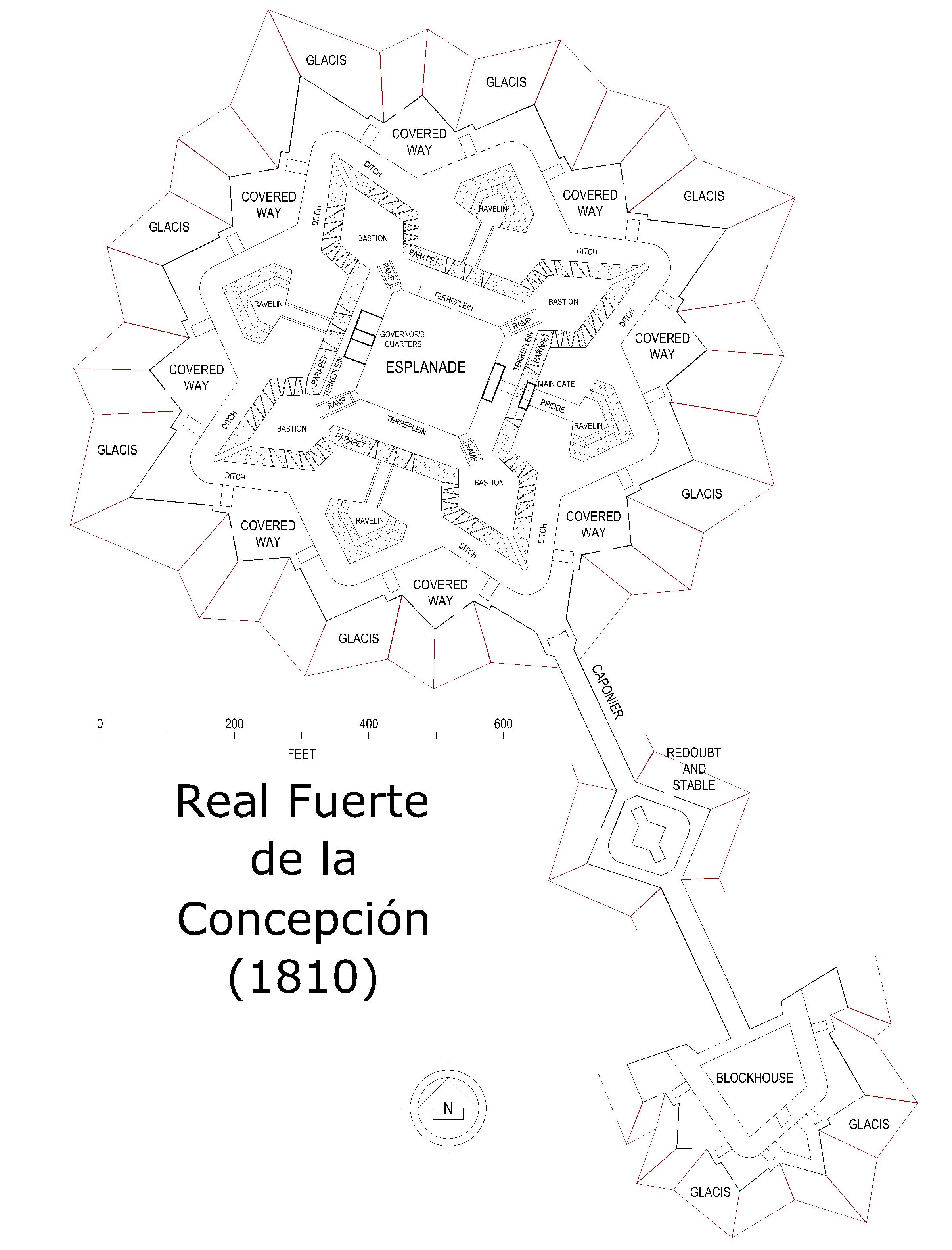
Plano del Real Fuerte de la Concepción.

Las guerras del siglo XVIII, a diferencia de las del siglo XVII, no fueron por motivos morales, sino que iban dirigidas a conseguir propósitos concretos, con medios limitados, obteniendo por ello, también, éxitos limitados. Eran guerras que buscaban acuerdos, un equilibrio, y que las negociaciones comenzaban al mismo tiempo que las operaciones bélicas.
Fue un intento de guerra racional, frente a la guerra pasional del siglo anterior, en la que se trataba de evitar, en la medida de lo posible, el derramamiento de sangre, que se puede relacionar con las corrientes filantrópicas de la época y por el recuerdo de la cruenta Guerra de los Treinta Años (1619-1648), en la que por motivos religiosos se cometieron, por las dos partes, toda clase de atrocidades, principalmente entre la población civil.
Por esta razón, durante el siglo XVIII, sobre todo en su segunda mitad, hubo relativamente pocas batallas campales y sí muchos asedios de fortalezas, que suponían mucho trabajo y sudor, pero poca efusión de sangre.
La conquista, el asedio o el simple bloqueo de una fortaleza servían generalmente de baza política y diplomática en las negociaciones. Una fortaleza conquistada con mucho esfuerzo y tras meses de asedio podía ser devuelta si se recibían a cambio otras compensaciones.

### El ejército
La calidad del ejército, tanto desde los oficiales, elegidos más por razones políticas, que por conocimientos, y la tropa, entresacada de los sectores marginados de la sociedad y mantenida a raya por una fuerte disciplina, basada en el cumplimiento riguroso de los reglamentos, mediatizaba las operaciones militares, que quedaban en manos técnicas. Por esta razón, el comandante en jefe se rodeaba de una pléyade de asesores, los ingenieros militares, protagonistas, en la mayoría de las veces, del éxito o fracaso de un asedio.
Los asedios, al ser escasamente cruentos y limitarse, ante todo, al bloqueo de la fortaleza, se efectuaba un machaqueo artillero para desmoralizar a los asediados y lograr su rendición. Rara vez se tomaba el fuerte al asalto y no solo por ahorrar vidas humanas, sino por la escasez de tropa veterana, fenómeno que afectaba a todos los ejércitos de la época.

### El asedio
El motivo de que el asedio pasara a ser el elemento común de las guerras del siglo XVIII, se deberá al genio táctico de un mariscal francés del siglo anterior: el señor de Vauban. En la segunda mitad del siglo XVIII y principios del XIX, las plazas fuertes habían sufrido diversas variaciones, pero obedecían al mismo principio táctico, establecido por el ingeniero francés, que seguiría igual hasta el sitio de Sebastopol, durante la guerra de Crimea, en el siglo XIX, en el que la potencia de fuego alcanzada por la nueva artillería de retrocarga y ánima rayada obligó a adoptar nuevas formas defensivas en la guerra de posiciones. Vauban no inventó nada sobre poliorcética, sino que sólo perfeccionó el sistema de fortalezas anterior, que habían diseñado holandeses como Simón Stevins, alemanes como Daniel Speckle o italianos como Maggi o De Marchi, pero Vauban supo combinarlas con extremado acierto.